# Bergen (plaats in Limburg)
Bergen (uitspraakⓘ) (Noord-Limburgs: Baerge) is een dorp in de Nederlandse provincie Limburg in de gelijknamige gemeente.
Het dorp dat ook Oud Bergen wordt genoemd telt 380 inwoners. Voor de postadressen vallen de dorpskernen Nieuw Bergen en Aijen onder Bergen. Het CBS beschouwt de drie dorpskernen ook als een dorp met de naam Bergen. Op 1 januari 2023 telden deze drie dorpskernen samen 5.270 inwoners.

## Geschiedenis
De oude kerk in Bergen (gelegen aan de Oude Kerkstraat) is het oudste gebouw in Bergen: de kerk stamt uit circa 1200. Op 30 april 1269 wordt het dorp Bergen voor het eerst in een akte genoemd, wanneer de pastoor anderhalve hoeve aan land aan het stift te Xanten schenkt. Bergen maakte sinds de middeleeuwen deel uit van de gemeenschappelijke schepenbank van Well en Bergen. De beide dorpen vielen als heerlijkheid onder één Heer, die in het kasteel Well zetelde. De schepenbank had een gemeenschappelijk zegel of wapen, dat voor het eerst aangehecht wordt aan een akte van 1458. Bergen behoorde verder bij het het Overkwartier van Gelre (ook wel: Opper-Gelre). Tijdens de Spaanse Successieoorlog werd het door Pruisische troepen bezet, en zo bleef het als deel van Pruisisch Opper-Gelre ongeveer een eeuw lang Duits (tot 1814). Op het Congres van Wenen in 1815 werd een nieuwe staatkundige indeling afgesproken. De grens tussen Nederland en Pruisen (nu: Duitsland) werd bepaald op een afstand van een kanonschot gemeten vanaf de rivier de Maas. Dit om een bufferzone te vormen in geval van een aanval uit het oosten.

## Monumenten
- Sint-Petruskerk
- Monumentale boerderijen
- Mariakapelletje/ Annakapelletje
- Oude Toren, een Romaans bouwwerk

In de gemeente zijn een aantal rijksmonumenten, gemeentelijke monumenten en oorlogsmonumenten, zie:
- Lijst van rijksmonumenten in Bergen (Limburg) (in de plaats Bergen)
- Lijst van gemeentelijke monumenten in Bergen (Limburg)
- Lijst van oorlogsmonumenten in Bergen (Limburg)

## Natuur en landschap
Bergen ligt nabij de Maas op een hoogte van ongeveer 12 meter in het winterbed van deze rivier. Een veerdienst over de Maas voert naar Vierlingsbeek. Uitbreiding van het plaatsje was vanwege de lage ligging niet mogelijk, daarom werd Nieuw Bergen gesticht. Tussen deze twee plaatsen stroomt de Heukelomse Beek.

## Carnaval
Bergen kent vier carnavalsverenigingen: C.V. De Erdmennekes en J.C.V. De Belhamels uit Bergen, en C.V. De Sukerpinnen en J.C.V. De Bietjes uit Aijen.
De Erdmennekes
De Erdmennekes is de carnavalsvereniging die is ontstaan in (Oud) Bergen. De vereniging doet mee in de optocht van de wijken (Oud) Bergen en (Nieuw) Bergen.
De Belhamels
De Belhamels is de jeugdvereniging van De Erdmennekes, voor de jeugd uit Bergen. Ze is opgericht tijdens Kerst in het jaar 1963. De vereniging doet mee in de optocht van de wijken (Oud) Bergen en (Nieuw) Bergen.
De Sukerpinnen
De Sukerpinnen is de carnavalsvereniging die is ontstaan in het dorp Aijen. De vereniging doet mee in de optocht van de wijken Aijen, (Oud) Bergen en (Nieuw) Bergen.
De Bietjes
De Bietjes is de jeugdvereniging van De Sukerpinnen, voor de jeugd uit het dorp Aijen. De vereniging doet mee in de optocht van de wijken Aijen, (Oud) Bergen en (Nieuw) Bergen.

## Nabijgelegen kernen
Nieuw Bergen, Aijen, Vierlingsbeek, Well, Siebengewald en Afferden.

## Bekende Bergenaren
- Henk Nooren (1954), springruiter
- Lieke Martens (1992), voetbalster